# La lliga d'en Billy
La lliga d'en Billy (títol original: Little Big League) és una pel·lícula estatunidenca dirigida per Andrew Scheinman, estrenada l'any 1994. Ha estat doblada al català.

## Argument
Quan el propietari de l'equip de beisbol dels Minnesota Twins mor sobtadament, les seves últimes voluntats són confiar les regnes de l'equip al seu net, Billy Heywood. És un afeccionat de beisbol que coneix molt ben cadascun dels jugadors i que a més té un sisè sentit desenvolupat per prendre bones decisions. L'únic problema és que només té dotze anys. La seva primera decisió és despatxar l'entrenador que era detestat per part dels jugadors, el que fa que ràpidament Billy esdevingui encara més popular pels jugadors. La seva segona decisió els deixa per contra més dubitatius, ja que serà escollit com a nou entrenador.

## Repartiment
- Luke Edwards: Billy Heywood
- Timothy Busfield: Lou Collins
- John Ashton: Mac Macnally
- Ashley Crow: Jenny Heywood
- Kevin Dunn: Arthur Goslin
- Billy L. Sullivan: Chuck
- Miles Feulner: Joey
- Jonathan Silverman: Jim Bowers
- Dennis Farina: George O'Farrell
- Jason Robards: Thomas Heywood
- Leon Durham: Leon Alexander
- Joseph Latimore: Lonnie Ritter
- Michael Papajohn: Tucker Kain
- Scott Patterson: Mike McGrevey
- David Arnott: Manager
- Paul O'Neill: ell mateix
- Randy Johnson :ell mateix
- Lou Piniella: ell mateix
- Rafael Palmeiro: ell mateix
- Iván Rodríguez: ell mateix
- Lenny Webster: ell mateix

## Premis i nominacions
- Premis Saturn 1995: 
  - Millor jove actor (Luke Edwards)
- Premis Young Artist 1995:
  - Millor col·lectiu de joves actors (Luke Edwards, Billy L. Sullivan)